# Celle Ligure
Celle Ligure (Çele en  langue ligurienne) est une commune italienne de la province de Savone, dans la région Ligurie.

## Administration
| Période                                  | Période | Identité | Étiquette | Qualité |
| ---------------------------------------- | ------- | -------- | --------- | ------- |
|                                          |         |          |           |         |
| Les données manquantes sont à compléter. |         |          |           |         |

### Communes limitrophes
Albisola Superiore, Stella, Varazze.

## Galerie

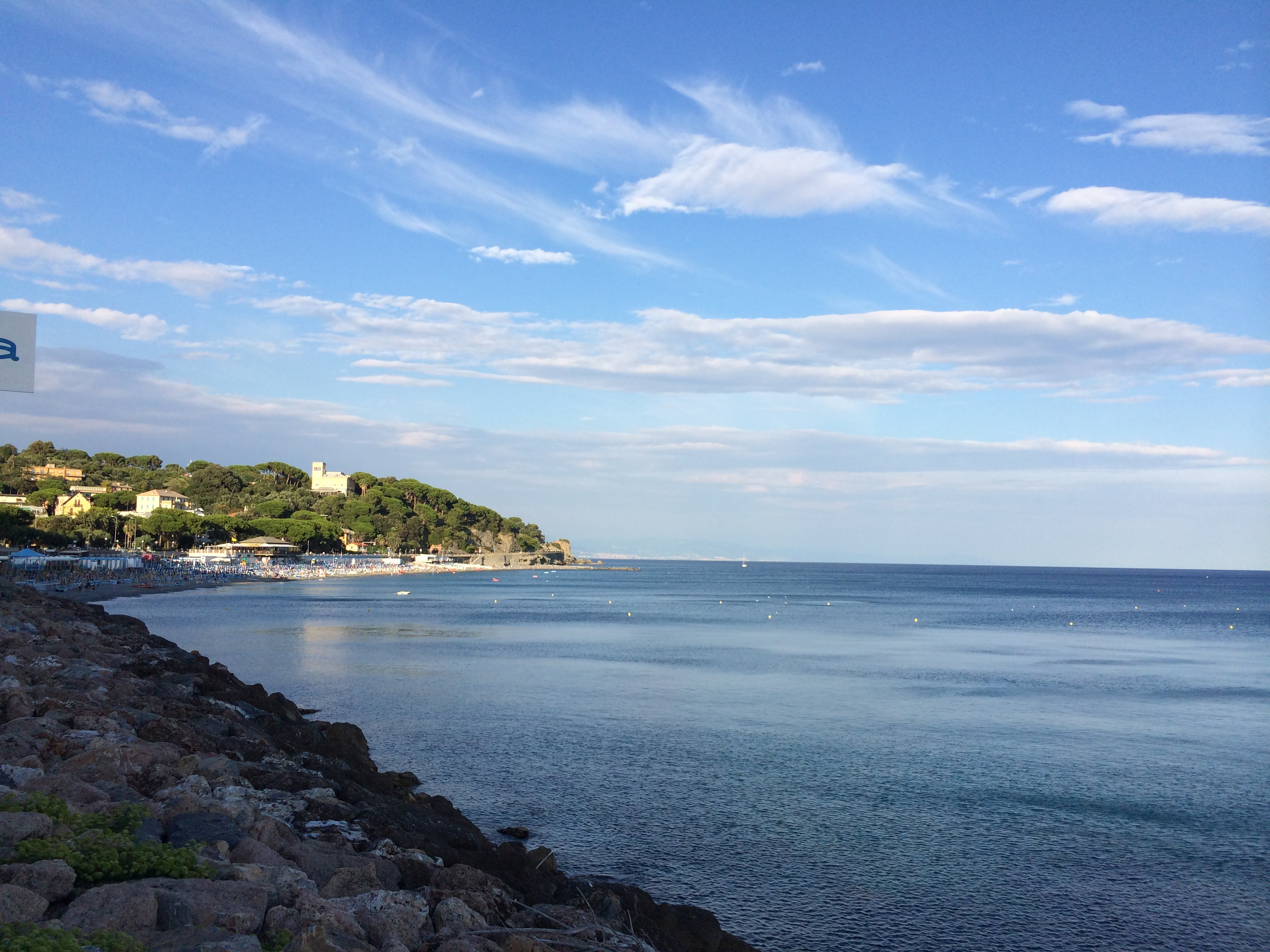
Vue depuis la promenade de Celle Ligure
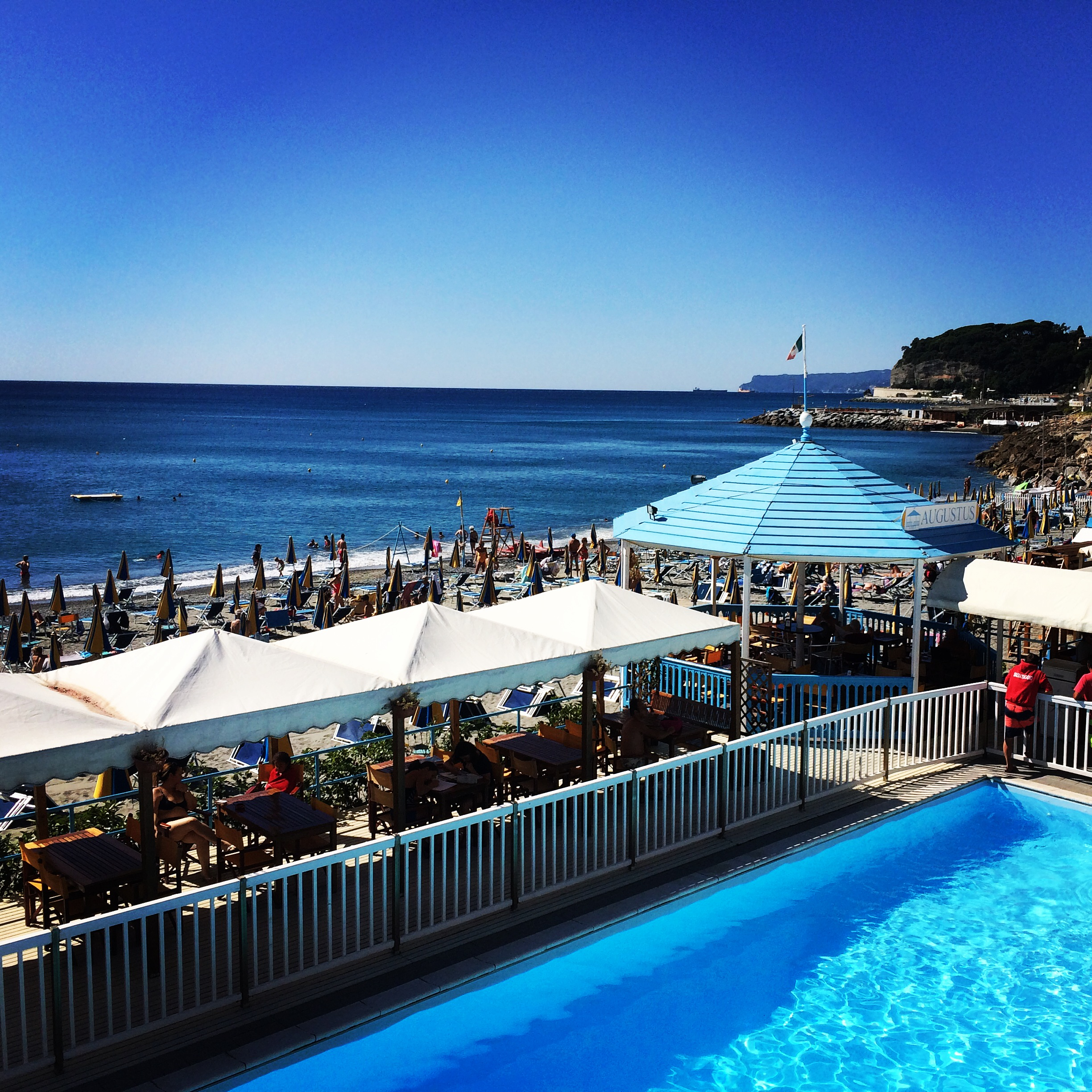
Bagni Augustus
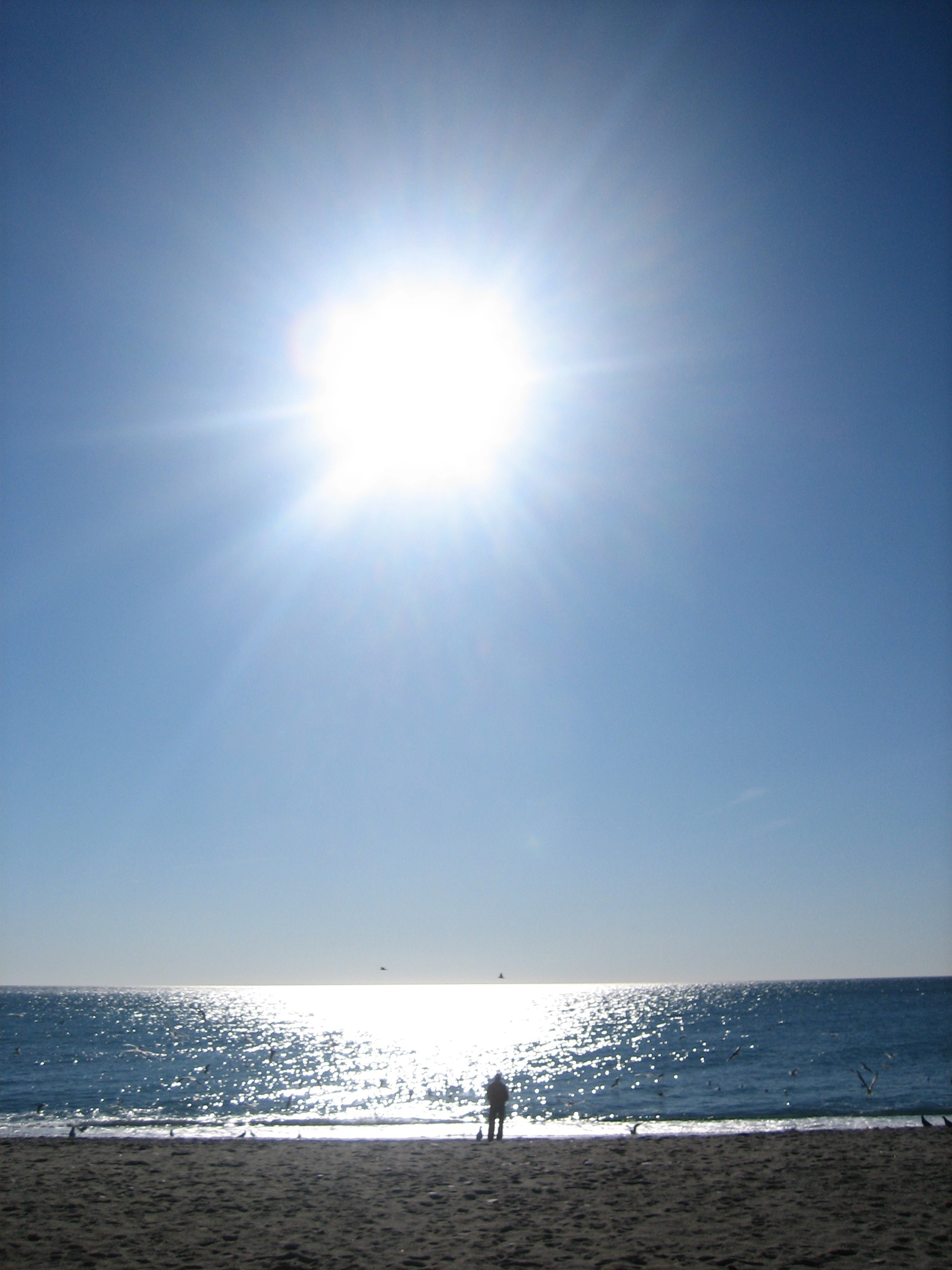
Plage de Celle
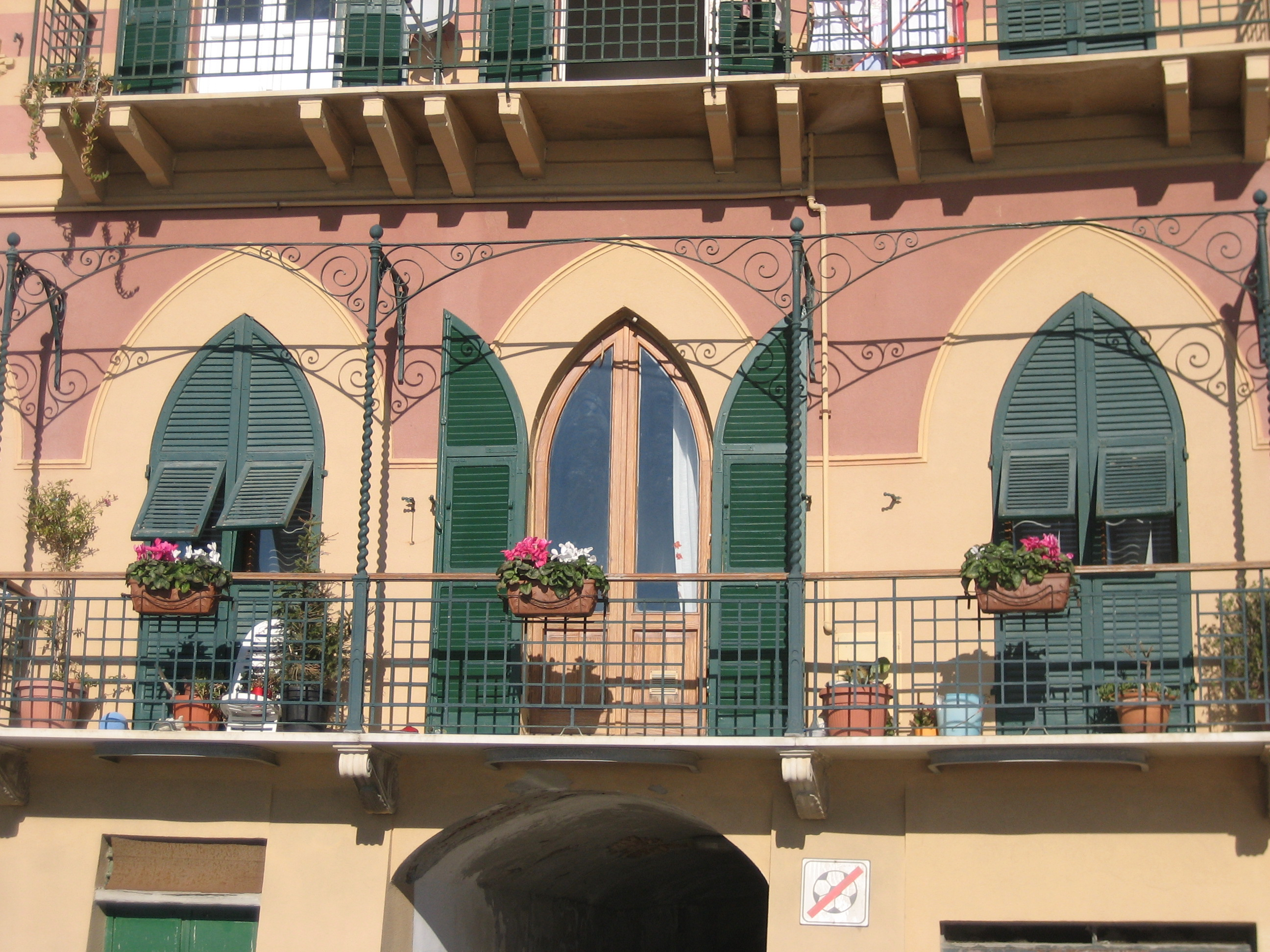
Maisons sur la promenade du village
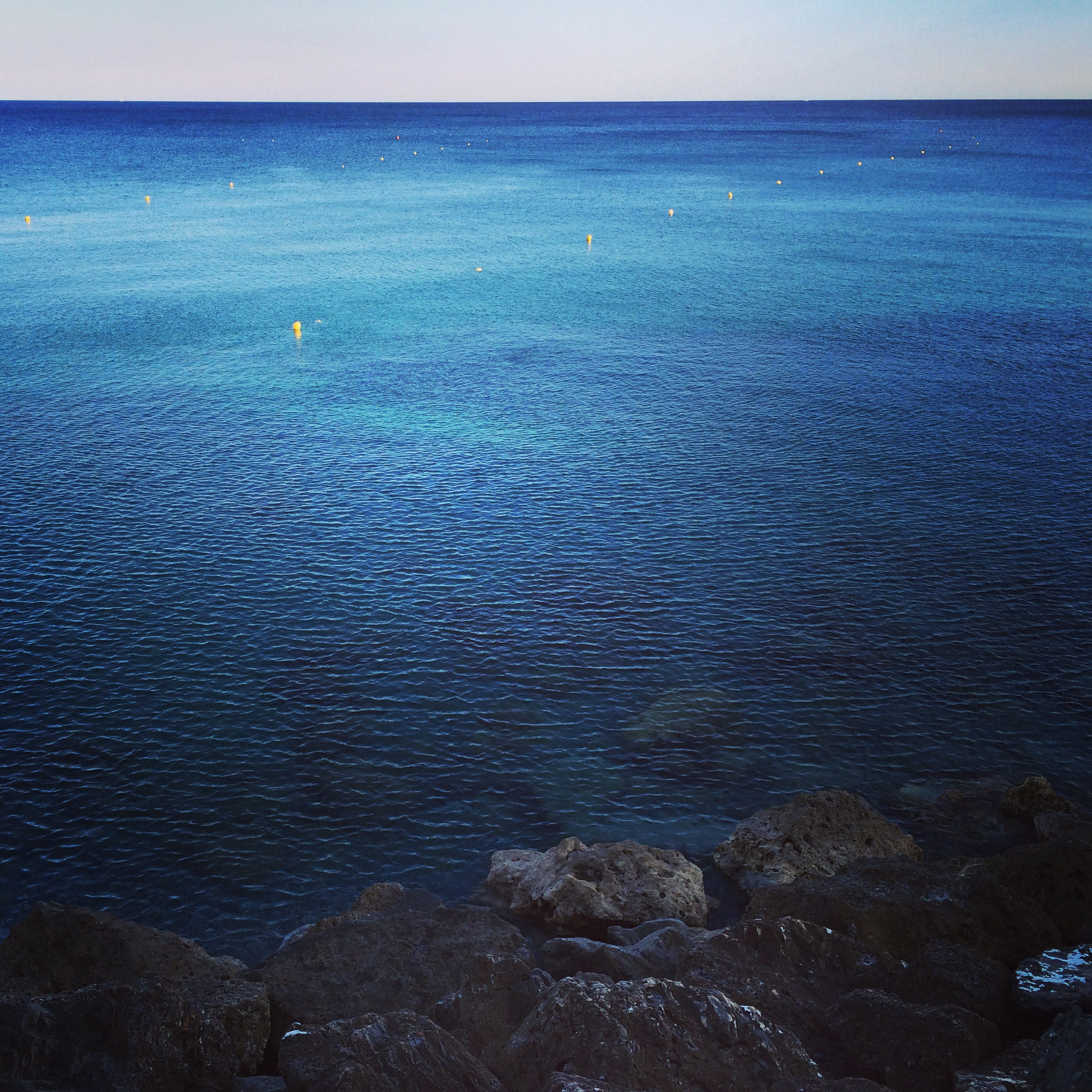
Mer de Celle Ligure